# UralAZ
 (décembre 2014).
Si vous disposez d'ouvrages ou d'articles de référence ou si vous connaissez des sites web de qualité traitant du thème abordé ici, merci de compléter l'article en donnant les références utiles à sa vérifiabilité et en les liant à la section « Notes et références ».
UralAZ (en russe : УралАЗ) est une entreprise russe de construction de camions. UralAZ est l'acronyme russe de Уральский автомобильный завод, Ouralski Avtomobilny Zavod, c'est-à-dire Usine d'automobiles de l'Oural. L'entreprise est installée dans la ville de Miass, dans l'oblast de Tcheliabinsk, dans l'Oural.
Spécialisé, durant toute la période de l'URSS, dans la production de véhicules militaires, UralAZ connaît son apogée pendant les années 1960. Depuis, sa situation s'est beaucoup détériorée et a dû passer des accords de coopération pour rajeunir ses produits obsolètes.
C'est à partir de 1992 qu'UralAZ est devenu partenaire d'Iveco en Russie.

## Historique
À l’automne 1941, dans la ville de Miass, dans l'oblast de Tcheliabinsk, dans l'Oural, les dirigeants de Moscou décident d'implanter une usine pour la fabrication de camions militaires baptisée du nom de Staline : ZiS.
À partir d'avril 1942, la production de moteurs et de boîtes de vitesses a commencé. Le 8 juillet 1944, les premiers camions ZIS-5V sortent des chaînes sous la marque UralZIS. L'usine nouvelle devient la branche d'Ural de ZIS et s'appelle UralZIS, du nom de Staline. À la fin de la guerre, le ZiS-5, camion simple et robuste, connaît sa deuxième génération et reste en production pendant de longues années. Tandis qu'à Moscou d'autres usines démarrent de nouvelles fabrications, dès 1947, UralZIS continue à fabriquer le modèle 31, désuet, et doit le moderniser constamment.
En 1946, la production de la version gaz de l’UralZIS-21A de 2,5 t démarre et, en 1952, il est doté d’un réservoir de gaz de 90 kg. Le camion reste en production sous la marque UralZIS-352. En 1949, la commande hydraulique des freins apparaît sur la version UralZIS-5.
En 1956, un nouveau modèle UralZIS-355 sort mais, en 1958, une énième version du très ancien ZIS-5, destiné aux livraisons dans les nouveaux territoires du Kazakhstan, est présentée et reste en fabrication jusqu'au 16 octobre 1963, tout comme l'AMO-3, de dérivation Fiat, qui date de 1931 et qui est fabriqué en continu pendant 32 ans.
L'institut scientifique de normalisation automobile de Moscou travaille sur un nouveau véhicule tout-terrain. La production de ce type de camion est affectée à l'usine d'Ural (UralAZ) qui obtient la nouvelle marque Ural. Au début des années 1960, l'usine est reconstruite et, depuis 1961, le rendement des fabrications en série des véhicules Ural-375 (6x6) de 5 t, destinés à l'armée, s’amplifie. Pour ce camion, un nouveau moteur est développé : le ZIL-375 HP, 6 959 cm3, essence, V8, avec culasse, bloc et pistons en aluminium.
Les années 1960 sont une période de grand succès pour la marque UralAZ, qui obtient, pour ses productions de qualité et en grande quantité, l'ordre de la bannière rouge du travail. UralAZ fête ainsi une production globale de 530 000 camions et 1,3 million de moteurs. En 1972 et 1975, deux véhicules apparaissent : l’Ural-375H et l’Ural-377H. La fabrication des versions 6x4 continue jusqu’en 1983.
En 1977, KamAZ adopte le moteur essence Ural-375, remplaçant le diesel KamAZ-740 V8 (10 852 cm3, 210 cv), dans un nouveau camion de 5 t, l'Ural-4320. En 1981, sur la base du modèle 4320, un camion de 8 t, l’Ural-5920 est présenté équipé d'un moteur Caterpillar.
En 1987, UralAZ fête son millionième camion. La reconstruction et les réformes économiques forcent UralAZ, devenue une société anonyme privée, à se tourner vers la production de véhicules civils. C’est ainsi qu'apparaissent les modèles 43204 et 55571.
À partir de juin 1992, la production du camion de 6 t, l'Ural-4322 (6x6), débute avec une nouvelle cabine plus contemporaine et équipé du moteur Ural-744 V8 refroidi à l'air, d'une puissance de 234 cv, un moteur diesel Kustanay (KDZ) (qui fabrique des moteurs sous licence Deutz).
Un incendie, au printemps 1993, qui affecte l'usine de moteur KamAZ, perturbe sérieusement la production et il faut rechercher d'autres fournisseurs de moteurs.
En 1992, UralAZ, traditionnellement orienté vers les entreprises russes, engage une collaboration avec le constructeur italien Iveco. Le premier modèle, fruit de cette coentreprise, est présenté en mai de la même année ; c'est l'UralAZ-Iveco de 18 t 330-30ANW (6x6), avec un moteur diesel 306 cv, refroidi à l'air. Son châssis Iveco est importé.
La création de l'entreprise commune Iveco-UralAZ, en 1994, permet la production, en petite série, de la gamme de camions lourds précédemment importés. En 1997, la production des cabines avancées Iveco commence.
UralAZ, comme tous les constructeurs russes, maintient traditionnellement une gamme très étendue pour usages militaires tout-terrain à entraînement permanent. Sans compter les versions militaires des camions 43206 (4x4) et 4320-31 (6x6), UralAZ continue la production de camions de 9 t Ural-5323 (8x8).
Depuis 1997, les véhicules militaires servent aussi de base aux versions civiles - châssis universel 53236 de 15 t pour l'installation d'équipements spéciaux. Le camion 5323-22 (8x8) est doté de la cabine avancée à deux couchettes et du moteur Iveco.
Cette même année, le châssis 6301 (6x6), d’une charge utile de 10 t, avec la cabine Iveco est présenté. Selon le désir de l'acheteur, il est possible d'installer un moteur V6 diesel Deutz, à refroidissement liquide, d’une puissance de 272-240 cv (le KamAZ-740) et des boîtes de vitesses UralAZ, Eaton ou Fuller.
Actuellement[Quand ?], l’avenir d’UralAZ est étroitement dépendant de la création de nouveaux modèles. UralAZ a une capacité de production de 30 000 camions. En fonction de l’évolution du marché russe, la production est réduite à 7 000, puis à 5 400. En 1998, UralAZ ne vend que 2 489 châssis et l'usine est mise en faillite. En 2000, le constructeur table sur 8 500 véhicules.

## Iveco-UralAZ
La collaboration entre UralAZ et Iveco commencé en 1992.
En mai de cette année, le premier résultat de l'activité commune est présenté : le camion à capot de 18 t Iveco-UralAZ 330-30ANW (6x6), d'un PTC de 33,5 t et équipé d'un moteur diesel V8 Deutz, refroidi à l'air, de 306 cv. La contribution de l'associé russe est limitée ; le véhicule est conçu pour un climat arctique, avec des températures de  - 55 °C.
Le nouveau véhicule remplace le Magirus-Deutz 2900-26K, connu en Russie, développé dans les années 1970, sous la marque Iveco-Magirus, et dont la fabrication est arrêtée en Europe depuis bien longtemps[Quand ?]. Il devient la base de la gamme de production de la nouvelle entreprise commune Iveco-UralAZ formée à la fin de 1994, avec une capacité de production de 3 600 véhicules par an.
Toute la production arbore le logotype Iveco-UralAZ, sur la calandre de radiateur. Cependant, dans la presse technique russe, ces véhicules sont fréquemment appelés Ural-Iveco.
Le premier camion à cabine avancée est l’Iveco-UralAZ 5531, étroitement dérivé de l'Iveco 330. Sur cette base le tracteur de semi-remorque 55311, le camion 6x4 et 6x6 sont créés ; sa composition en train routier lui confère un PTR de 60 t.
En 1997, une nouvelle cabine avancée, celle de l'Iveco EuroTech qui n’est plus fabriquée en Europe occidentale, fait son apparition et vient coiffer les moteurs Iveco ; elles ont plusieurs tailles standard et la production annuelle est portée à 9 000 exemplaires. Elle remplace l’ancienne cabine avancée Fiat V.I. et est modernisée à plusieurs reprises. Les cabines avancées sont prévues sur le nouveau 6329, sur le châssis Iveco EuroTrakker et appelé UralTrakker ; la version courte de la cabine est employée sur les camions et tracteurs pour le transport local ; le tracteur principal, 63291, a une cabine à deux couchettes. Le PTR de l’ensemble routier est de 56 t, avec une vitesse maximale autorisée de 103 km/h.
Les châssis, comme pour tous les autres modèles, sont importés des usines Iveco, comme les moteurs Diesel refroidis par eau, les Iveco Cursor de 14 L, développant 370 cv.

## Iveco-AMT
En 2008, la répartition du capital évolue et le constructeur italien Iveco devient majoritaire. L'assemblée générale du 7 avril 2009 décide de changer l'appellation de la société : « Iveco-UralAZ » est rebaptisé « Iveco-AMT Ltd », à partir du 16 avril 2009, nouvelle marque des camions Iveco Trakker produits par l'entreprise dans la ville de Miass, région de Tcheliabinsk. “AMT” signifie : Automobile / Miass / Turin ; l'assemblage s'effectuant dans la ville de Miass et la production des composants à Turin.

## Galerie

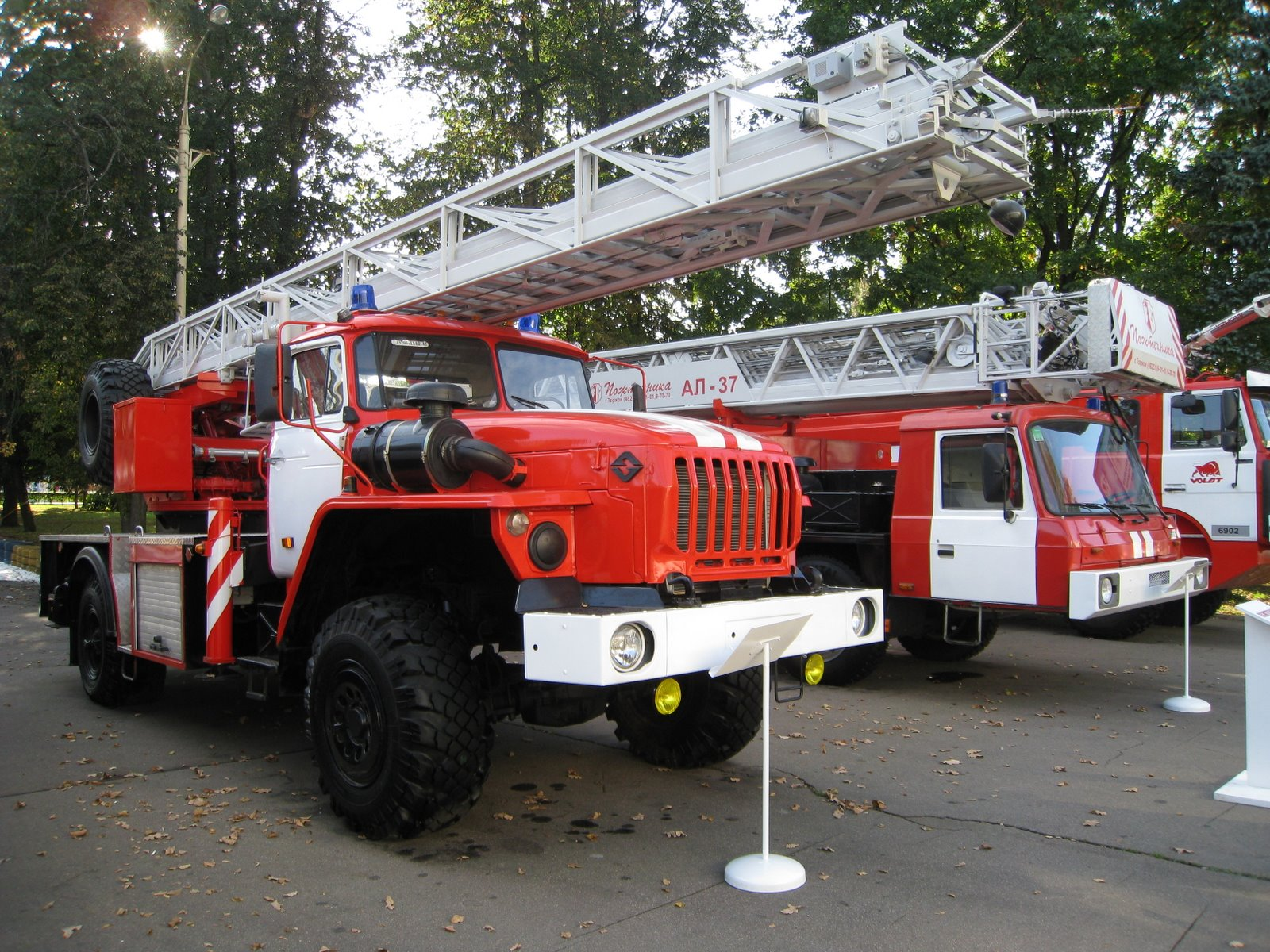
Ural firetruck
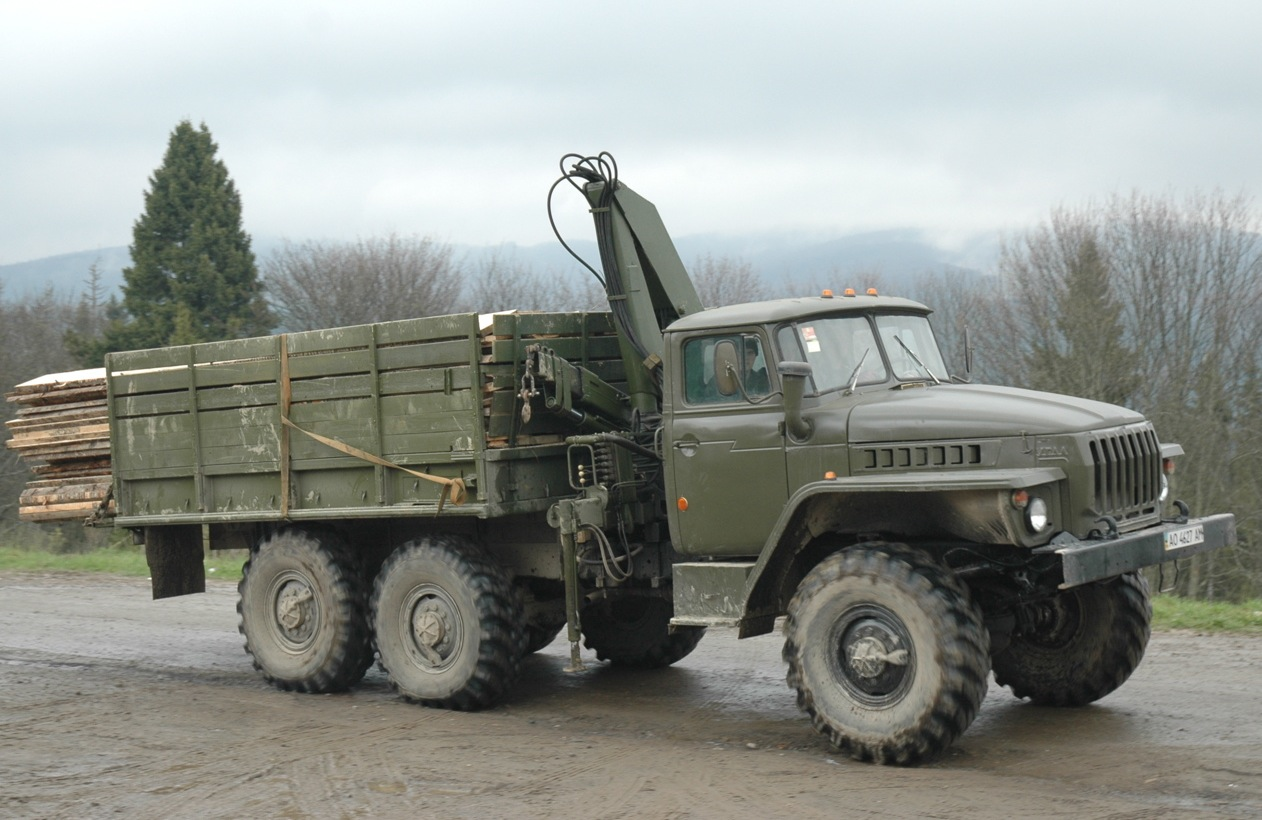
Ural-4320
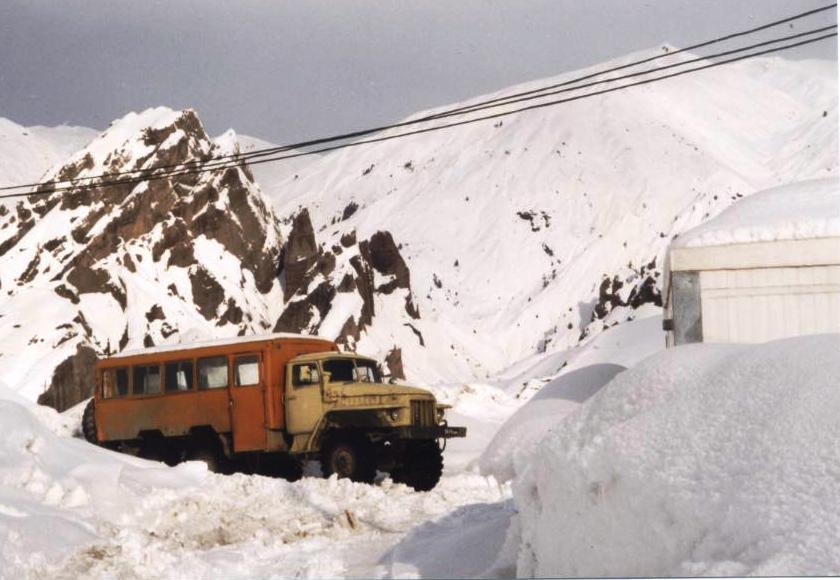
Ural-375D truckbus in Tajikistan
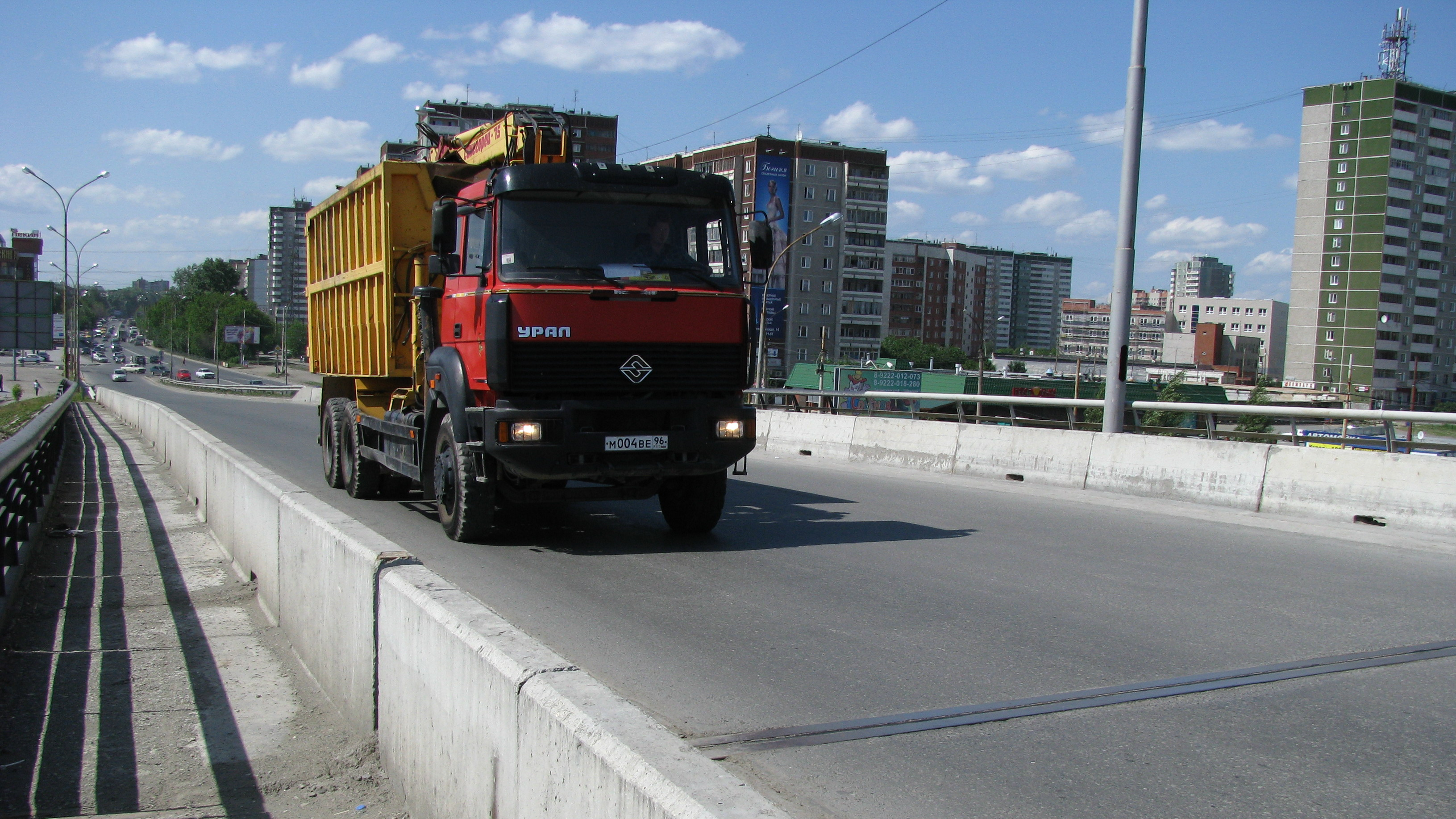
Ural-6361 in Yekaterinburg
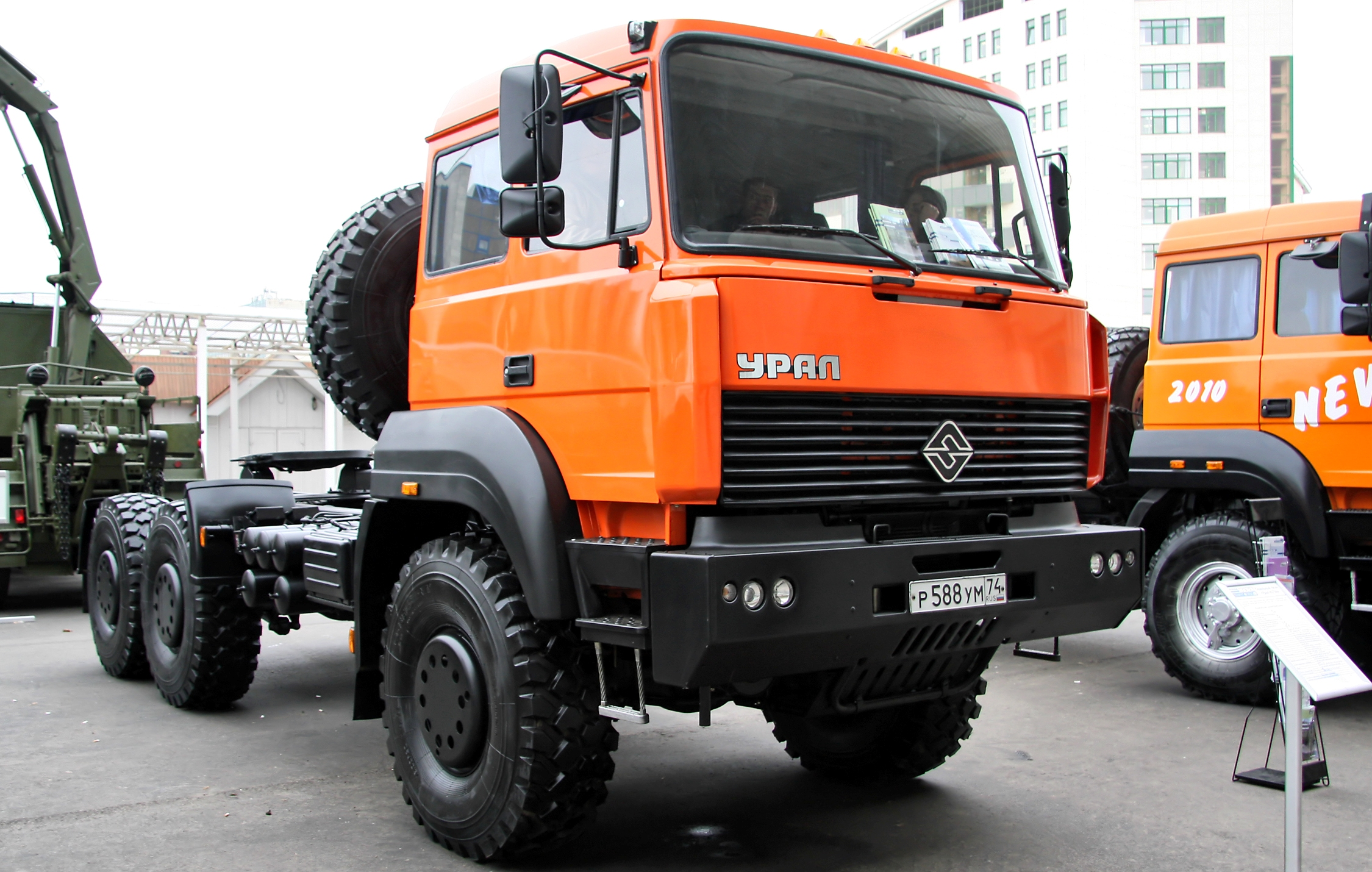
Ural-63704
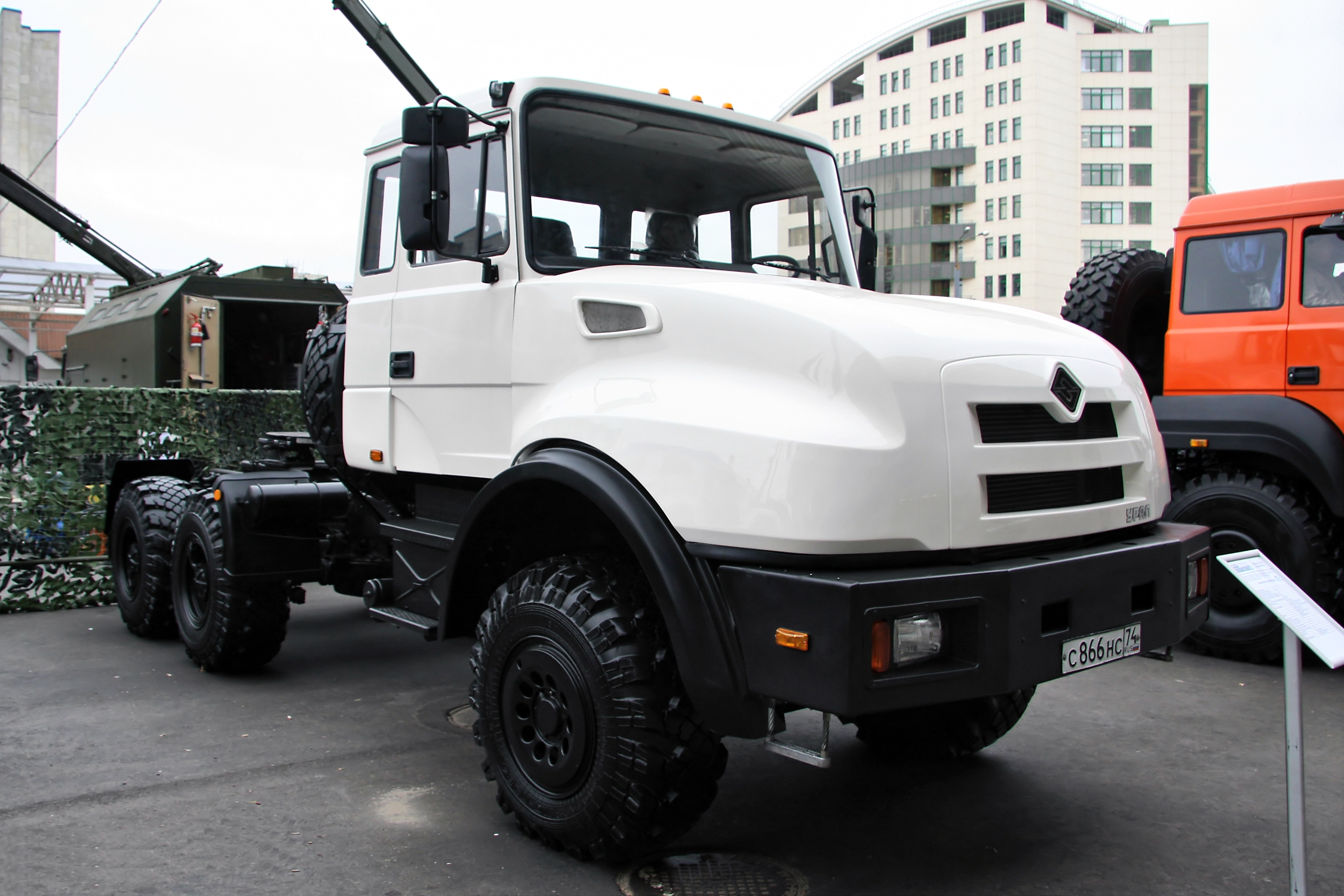
Ural-44202-59
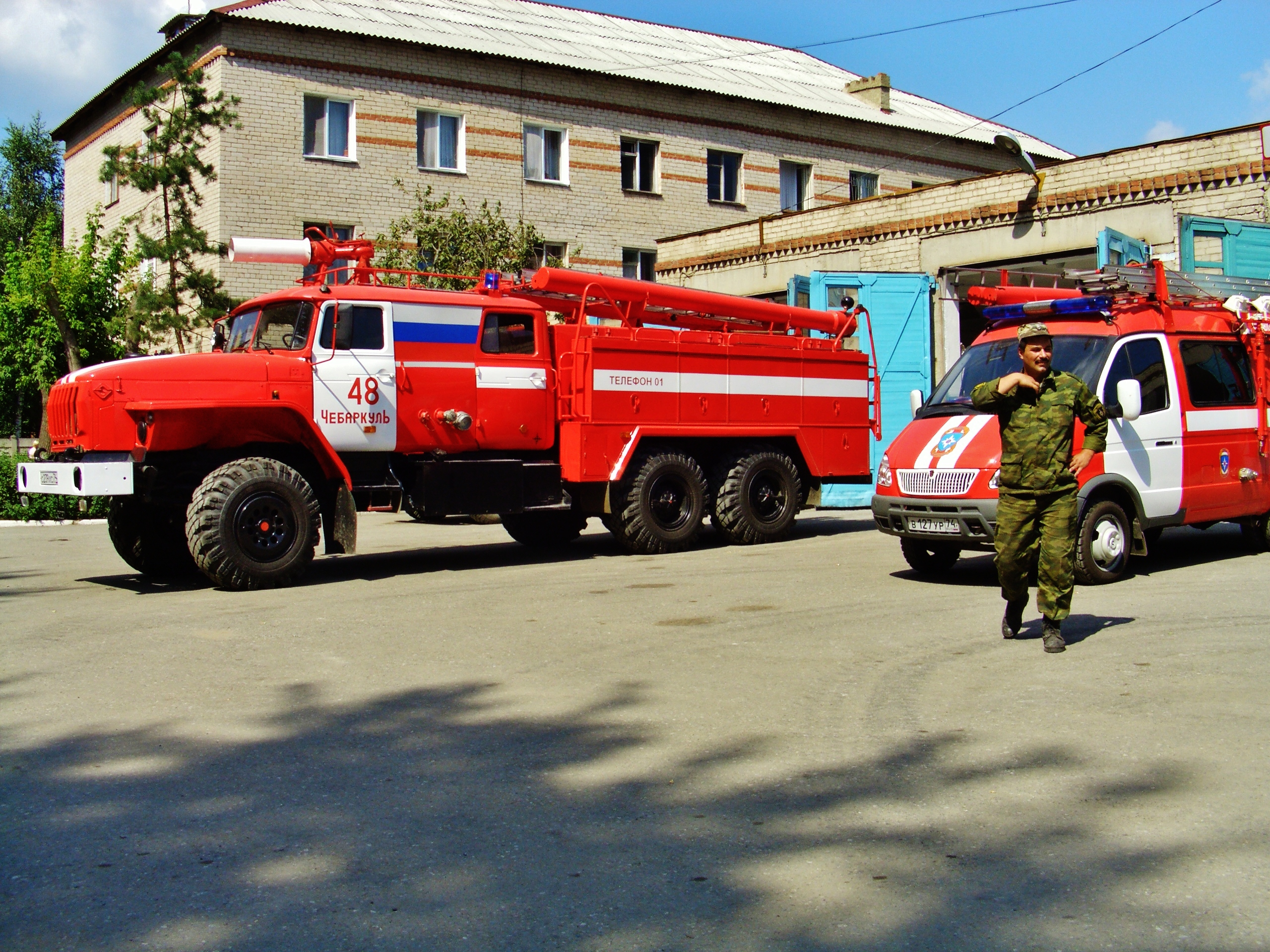
Ural véhicule anti incendie
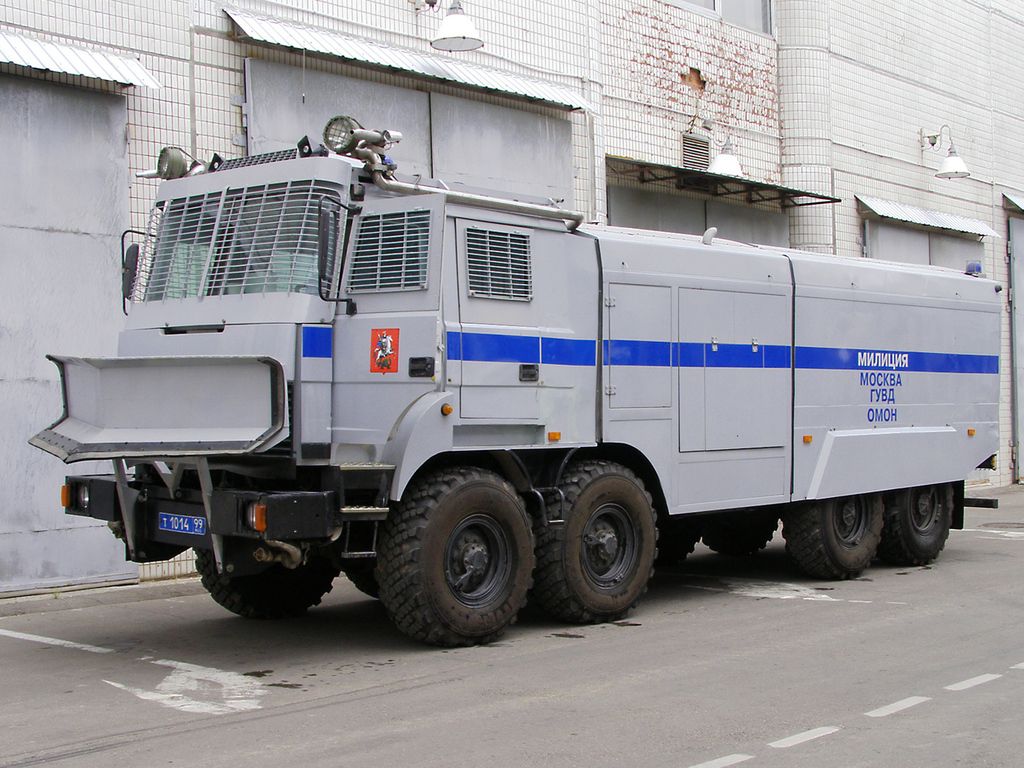
OMON police riot control vehicule canon à eau "Lavina-Uragan" sur Ural-532362